# Resko
Resko (in tedesco Regenwalde) è un comune urbano-rurale polacco del distretto di Łobez, nel voivodato della Pomerania Occidentale.
Ricopre una superficie di 285,24 km² e nel 2005 contava 8 321 abitanti.